# Klaus Ludwig

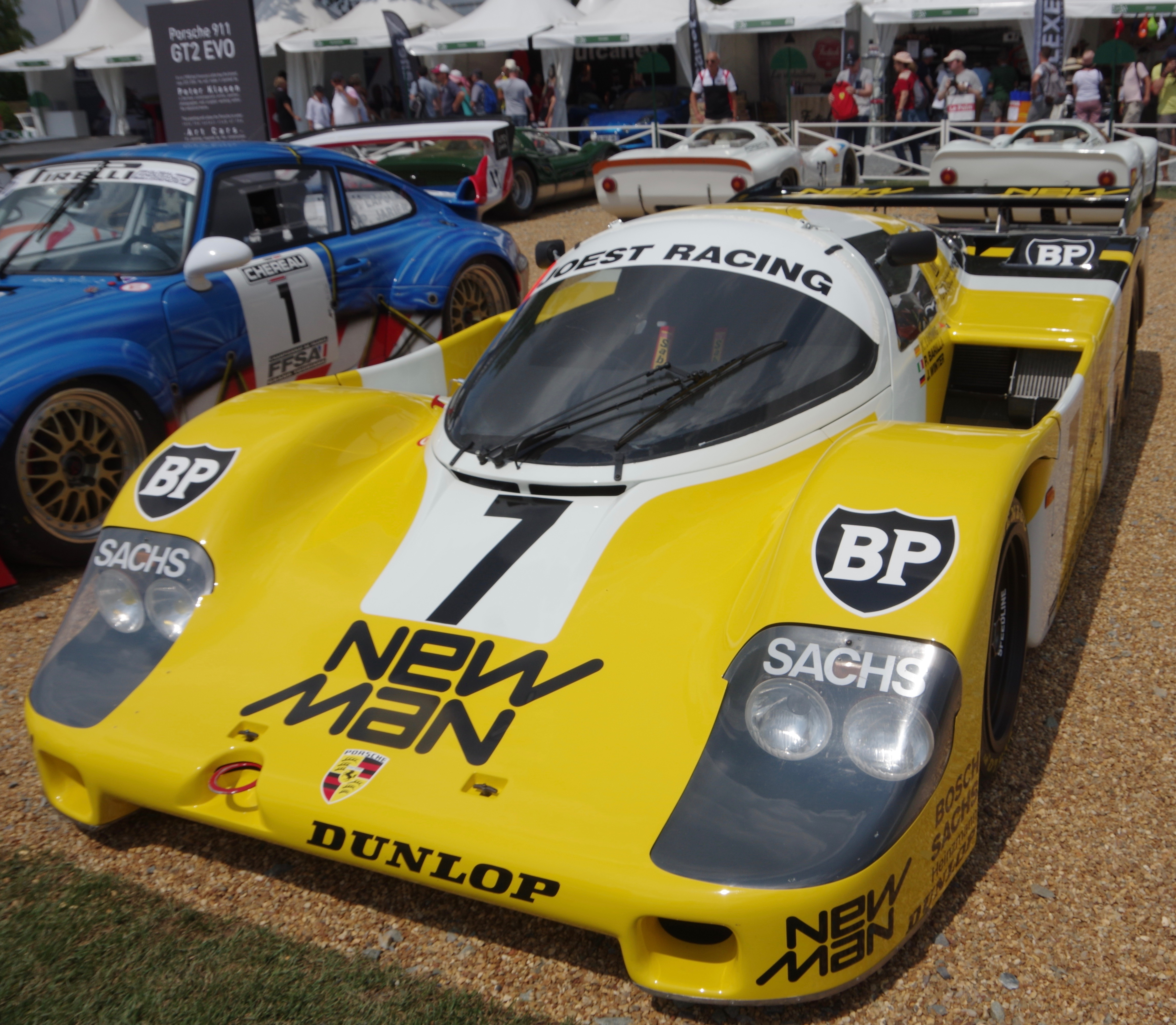
Porsche 956B, ganador de Le Mans 1985.

Klaus Ludwig, apodado Rey Luis (nacido el 5 de octubre de 1949 en Bonn, Alemania), es un piloto de automovilismo de velocidad. Consiguió títulos en el Deutsche Rennsport Meisterschaft de 1979 y 1981, el Deutsche Tourenwagen Meisterschaft de 1988, 1992, 1994, y el Campeonato FIA GT de 1998. Además, ganó las 24 Horas de Le Mans en 1979, 1984 y 1985, las 24 Horas de Nürburgring en 1982, 1987 y 1999, y las 12 Horas de Sebring de 1988.
En la década de 1970, Ludwig compitió en el Deutsche Rennsport Meisterschaft además fue probador del equipo ATS en 1977 de Formula 1 Internacional en dicha temporada y en McLaren Tag Porsche años 1984 y 1985 y Lotus Honda para 1987 y 1988. Fue campeón en 1979 como piloto de Porsche. Luego pasó a Ford, con el cual fue tercero en 1980, campeón en 1981, cuarto en 1982 y quinto en 1983. También en la década de 1980, Ludwig participó en las 24 Horas de Le Mans con Porsche, donde obtuvo tres victorias absolutas y un segundo puesto absoluto en 1988; en las 24 Horas de Nürburgring con Ford, la cual ganó en 1982; y en el Campeonato Mundial de Resistencia y el Campeonato IMSA GT, donde obtuvo varias victorias.
Luego de la desaparición del DRM y la muerte de sus compañeros de equipo Manfred Winkelhock y Stefan Bellof en fechas del Campeonato Mundial de Resistencia, Ludwig se pasó a los turismos. En 1987 ganó por segunda vez las 24 Horas de Nürburgring y empató en segunda posición en el efímero Campeonato Mundial de Turismos, en ambos casos con Ford. En 1988 fue campeón del Deutsche Tourenwagen Meisterschaft en su último año como piloto del óvalo azul, ya que al año siguiente pasó a correr para Mercedes-Benz. Ese año resultó 11º en el DTM; luego finalizó quinto en 1990, subcampeón en 1991, campeón en 1992, cuarto en 1993, campeón por tercera vez en 1994, tercero en el DTM y 14º en el ITC en 1995, y séptimo en 1996.
Ludwig retornó a los automóviles deportivos luego de que el DTM colapsara. Como piloto del equipo oficial de Mercedes-Benz de la clase GT1, fue cuarto en 1997 con cuatro victorias en once carreras, y campeón en 1998 con cinco victorias en diez carreras. Además, ayudó a que la marca obtuviera el título de equipos de la clase GT1 en ambas temporadas. El dominio de Mercedes hizo que en 1999 no se inscribiera ningún rival, por lo cual la clase GT1 fue abandonada y Ludwig se quedó sin competir en ningún campeonato. Ganó por tercera vez las 24 Horas de Nürburgring en 1999 con un Chrysler Viper del equipo Zakspeed.
Con el retorno en 2000 del DTM, ahora con la denominación Deutsche Tourenwagen Masters, Ludwig disputó el certamen con un Mercedes y resultó tercero con dos victorias, tras lo cual se retiró del automovilismo. Luego participó de carreras esporádicamente como invitado, como en las 24 horas de Nürburgring de 2006, donde fue segundo con Porsche.